# EESTEC
EESTEC (Electrical Engineering STudents European assoCiation) es una asociación sin ánimo de lucro de estudiantes europeos de carreras relacionadas con la ingeniería eléctrica, de telecomunicaciones e informática. Actualmente está presente en 53 universidades en 26 países distintos a lo largo de Europa, con más de 6000 miembros de los cuales más de 3000 son activos.

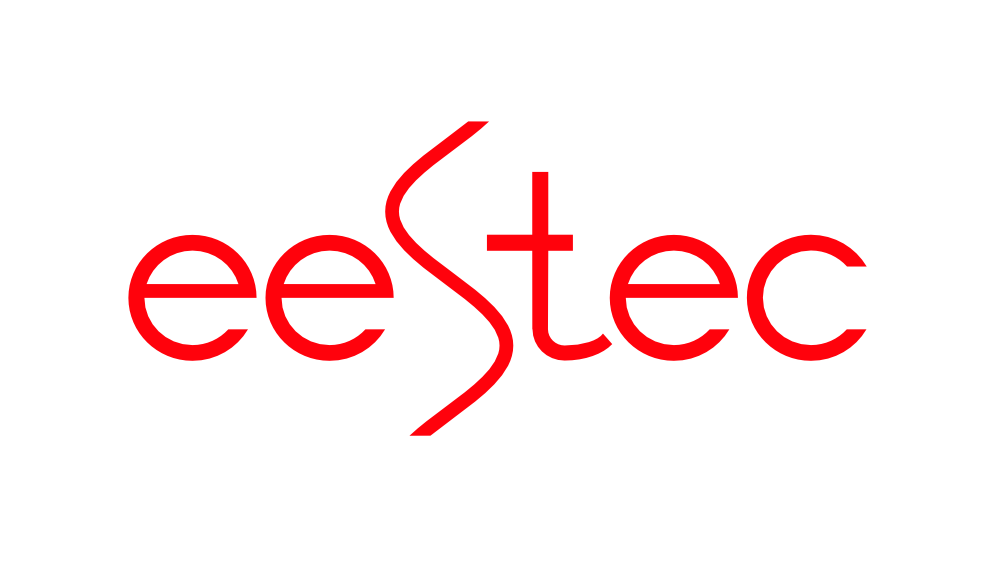
Logotipo de EESTEC.

## Organización
El objetivo principal de EESTEC es acercar a los estudiantes a los sistemas formativos y laborales de otros países, proporcionándoles la posibilidad de acceder al mercado profesional y al sistema educativo de otros países europeos conociéndolos en primera persona. A través de la organización de eventos fomenta el desarrollo de capacidades de coordinación, responsabilidad y liderazgo entre los miembros, y el contacto con otras culturas y lenguas, tan importante en un mundo globalizado en el que vivimos, que enriquece enormemente a los participantes de los eventos. Por lo tanto, EESTEC es una asociación de gran valor, ya que actúa de nexo entre el mundo profesional y estudiantes de ingenierías, colectivo que sin duda tomará parte en los sistemas de toma de decisiones de muchas empresas de toda Europa en un futuro cercano.
Como se ha comentado EESTEC es una organización pre-profesional que enfatiza las llamadas soft-skills y habilidades de relación pública. A diferencia de la IEEE, no está orientada meramente a habilidades profesionales sino que estas se complementan dando una gran importancia a las habilidades sociales.
La intención de EESTEC es unir a ingenieros eléctricos, de telecomunicaciones e informáticos con el objetivo de potenciar su vida académica y sus responsabilidades y habilidades públicas.

### Misión de EESTEC
Misión de EESTEC:
- Ser una red de Comités Locales extendida por universidades de toda Europa

- Ser un nexo de unión entre universidades y la industria

- Organizar eventos académicos y de ocio

- Dedicar el tiempo, energía y experiencia para hacer actividades voluntarias

- Apoyar y promocionar el desarrollo técnico

- Promocionar la diversidad entre las culturas europeas

- Estimular el desarrollo de estrategias personales aspirando a alcanzar altos conocimientos técnicos y soft skills

- Construir alianzas con organizaciones e instituciones con objetivos y misiones similares

- Crear futuros líderes

- Promocionar el espíritu compañerismo y el trabajo en equipo

EESTEC proporciona una educación complementaria a la que se ofrece en las universidades a estudiantes dispuestos a ampliar sus horizontes y poner en práctica sus habilidades. EESTEC proporciona un vínculo y una comunicación entre los ámbitos académicos y económicos, ofreciendo a los estudiantes una gran oportunidad de construir las carreras laborales que desean. EESTEC proporciona a los estudiantes conocimientos técnicos y conocimientos que los hacen adecuados a la demanda actual. De esta forma, nos dirigimos a las empresas facilitando el contacto con jóvenes que poseen numerosas habilidades, y que están listos y preparados para integrarse en el ambiente empresarial, donde pronto se convertirán en especialistas.  
De este modo, también abordamos las empresas facilitando su contacto con los hombres y mujeres jóvenes con habilidades diferentes, listos para integrar en el entorno estarán activos como futuros especialistas.

### Valores de EESTEC
Combinando el espíritu y misión de EESTEC con el perfil general de un miembro de EESTEC, se pueden presentar sus valores como los siguientes:
- Son una organización europea, no política, sin ánimo de lucro, basada en voluntarios, no-gubernamental formada por y para ingenieros electrónicos, de telecomunicaciones e informáticos.

- El objetivo principal son los estudiantes. Es por esto que su misión es desarrollar la calidad de sus miembros y ayudarlos en sus carreras profesionales tanto en aspectos académicos como industriales. EESTEC intenta alcanzar esto ayudando a los estudiantes a ampliar los conocimientos recibidos en la universidad a través de la organización de eventos de carácter técnico ayudando a los estudiantes a experimentar en primera persona el mundo empresarial con los eventos basados en este mundo.

- Promocionar la diversidad cultural estimulando a sus miembros a que conozcan y respeten otras culturas existentes en Europa.

## Historia
En octubre de 1985, la Universidad Tecnológica de Helsinki organizó un encuentro llamado “Otaniemi October Occasion”, con el fin de intensificar los intercambios internacionales. Los participantes decidieron organizar una conferencia anual, comenzando con la Conferencia Fundacional en Eindhoven, Holanda, en 1986. Los Estatutos de EESTEC fueron elaborados y aprobados. El nombre EESTEC era el acrónimo de Electrical Engineering Students European Conference, que reflejaba el propósito inicial de la asociación.
En cada país participante se fundaron Comités Nacionales -NatComs- que posteriormente, al ser necesarios varios por país, pasaron a conocerse como “Local Comitee” (LC). Así EESTEC ha evolucionado haciéndose una asociación más sólida que organiza múltiples actividades en distintos países y ciudades a lo largo de toda Europa.
Para coordinar y llevar adelante todas las actividades organizadas a lo largo del año se constituyó una presidencia en 1989. En ese mismo año se sustituyó la palabra “Conference” por “assoCiation” en “EESTEC” para representar mejor sus objetivos y nuevas actividades, y la conferencia anual pasó a ser el Congreso. En 1995 la sede de la asociación pasó a estar situada en Zúrich, Suiza, y en 2002 la sede fue de nuevo trasladada a Delf, Holanda, para reforzar el carácter integrador de EESTEC dentro del seno de la Unión Europea.

## Jerarquía
Los organismos de EESTEC se dividen en tres principales categorías:
- EESTEC internacional: Es la organización principal, que asesora y controla a los comités locales y observadores.
- Comités Locales (llamados LC o Local Comitees): Son grupos asociados a EESTEC, que han organizado como mínimo un evento en la organización.
- Observadores: Ser observador es el paso previo a convertirse en comité local. Los observadores son grupos que desean asociarse a EESTEC, pero que aún no han organizado ningún evento oficial.

## Estructura - EESTEC Bodies
Desde su establecimiento, las conexiones y actividades de EESTEC han sido desarrolladas por estudiantes voluntarios de la asociación. A lo largo de los años ha habido una evolución importante de la estructura interna de EESTEC de acuerdo a las necesidades que han ido apareciendo.
EESTEC puede ser percibido como una red de Comités Locales de diferentes ciudades por toda Europa. Como ocurre con todas las estructuras, es necesario que también EESTEC sea administrada a nivel internacional por un grupo de personas encargadas de asegurar la coherencia en los Comités Locales.
La estructura de EESTEC consiste principalmente en las siguientes secciones: International Board, International Bodies, International Board Assistants and Local Committee Boards.
- International Board: la International Board (Junta Internacional) de EESTEC se divide en 5 funciones: Chairman (Presidente), Vice-chairman for Internal Affairs (Vicepresidente de Asuntos Internos), Vice-chairman for External Affairs (Vicepresidente de Asuntos Externos), Vice-chairman for Publications & Administration (Vicepresidente de Administración y Publicaciones) and Treasurer (Tesorero). Los miembros de la Junta Internacional son elegidos cada año durante el Congreso Anual por los representantes de los Comités Locales, los cuales forman la Asamblea General.

- International Bodies: debido al crecimiento a lo largo de los años y a tener cada vez mayor actividades internacionales, EESTEC presenta la necesidad de tener Equipos Internaciones y Coordinadores. Cada año nuevos Equipos Internacionales pueden ser introducidos o suprimidos de acuerdo con la situación presente. Algunos de los Equipos son elegidos por la Asamblea General y otros son asignados por la Junta Internacional.

- International Board Assistants: todos los miembros de la Junta Internacional tiene su equipo de asistentes. Este equipo realiza tareas permanentes a lo largo del año y nuevas tareas que van apareciendo a lo largo del año, todos coordinados por el miembro de la Junta Internacional correspondiente.

- Local Committee Boards: las Juntas Internacionales de cada Comité Local son el link de unión entre los miembros del Comité Local y EESTEC internacional. Las Juntas de cada LC son elegidas por sus propios miembros, normalmente una vez al año.

## Tipos de eventos

### Workshops
Jornadas de trabajo en las que participan un número variable de estudiantes de ingenierías, habitualmente entre 15 y 25 invitados extranjeros más los estudiantes del propio comité local, lo que puede hacer un total de unas cincuenta personas.
Este tipo de evento es, sin lugar a dudas, el de mayor interés para el desarrollo profesional de los participantes debido a su carácter técnico, así que cómo el que define la identidad de la asociación. A lo largo del mismo se abordan diversos temas relacionados con las ingenierías eléctricas y de telecomunicaciones, así como sus implicaciones económicas y sociales.
Estas workshops suelen durar en torno a una semana, y constan de conferencias y presentaciones impartidas por especialistas de la industria y universidades, así como sesiones de trabajo para la discusión y desarrollo de ideas y ejercicios prácticos.
Las workshops son eventos principalmente técnicos enfocados a temas de actualidad, en los que las empresas del país anfitrión y los participantes comparten y se benefician de sus respectivos puntos de vista e ideas innovadoras.
Las Workshops son los eventos principales de EESTEC y a pesar de ser un evento estrictamente profesional, también combinado visitas turísticas y actividades sociales.

### Intercambios
En un intercambio, estudiantes de varios Comités Locales se visitan unos a otros durante alrededor de 10 días. Durante estos encuentros multilaterales, los participantes conocen más sobre la situación universitaria en el extranjero, así como sobre la industria y los aspectos culturales de los países que visitan.

### Lykeion
Lykeion es un portal en línea de EESTEC, que pone en contacto directo a estudiantes, compañías y universidades Su objetivo es dar a los estudiantes la oportunidad de buscar fácilmente becas en empresas, trabajos, Grados Universitarios, títulos de Master y programas de doctorado.

### Trainings
EESTEC tiene su propio sistema de training con el objetivo de desarrollar las habilidades sociales (soft skills) de sus miembros. Para ello, los miembros son entrenados para convertirse en Trainers oficiales de EESTEC. En muchos de los eventos de EESTEC se realizan sesiones de Training. Tanto en workshops e intercambios, como en eventos organizados únicamente con el propósito de realizar estas sesiones, las cuales resultan de especial interés para enseñar y practicar las llamadas “soft-skills”, habilidades que serán de gran utilidad en la vida académica y laboral. Estas sesiones tratan sobre temas variados, desde la gestión de proyectos a la comunicación intercultural; y son siempre proporcionadas por un Trainer experto en la materia a tratar.

### ECM (EESTEC Chairpersons' Meeting)
ECM es una reunión donde todos presidentes de cada Comité Local y Observers se reúnen con el objetivo de compartir experiencias, discutir y contribuir al futuro desarrollo de EESTEC y ser adiestrados sobre cómo liderar un Comité Local. Este evento suele tener una duración de 5 días, en los que se ofrecen sesiones de trabajo y se debate sobre la organización de eventos y la cooperación a nivel internacional. Este evento cuenta con unos 50 participantes.

### Congreso
Todos los años EESTEC celebra un congreso. En los congresos participan más de 100 estudiantes europeos, ya que se pretende que todos los LC participen en él. El congreso está pensado para debatir, con todos los comités locales y la presidencia, los asuntos actuales, los objetivos y los planes para el año siguiente. Los temas principales son las políticas y los asuntos organizativos. Un aspecto importante del congreso es la elección de la nueva presidencia (International Board).

## EESTEC en España

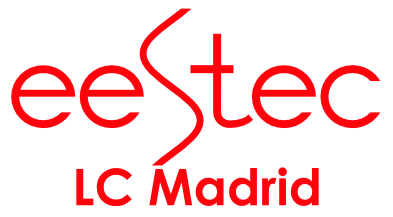
EESTEC LC MADRID logo

Logotipo de Eurielec, Local Comitee de EESTEC en Madrid.

En España, existe un único Comité Local de EESTEC en Madrid, cuya sede es la asociación de alumnos EURIELEC de la Escuela Técnica Superior de Ingenieros de Telecomunicación de la Universidad Politécnica de Madrid.
Este comité de Madrid fue uno de los fundadores de EESTEC en Eindhoven. En el año 2005, Madrid fue el LC organizador del congreso anual de EESTEC del año 2005, responsabilidad que volvería a tomar 10 años después para organizar el congreso anual de EESTEC del año 2015.
Recientemente EESTEC ha crecido en España con la creación de un JLC en el sur de España, en la ciudad de Almería, formado por la asociación UNIA - Universitarios Informáticos de Almería Universidad de Almería.